# جو كالفرت
جو كالفرت (بالإنجليزية: Joe Calvert)‏ (3 فبراير 1907 في المملكة المتحدة - 23 ديسمبر 1999 في المملكة المتحدة) هو لاعب كرة قدم بريطاني (وحمل سابقاً جنسية المملكة المتحدة لبريطانيا العظمى وأيرلندا) في مركز حراسة المرمى. لعب مع ليستر سيتي ونادي بريستول روفيرز ونادي واتفورد وهال سيتي وفريكلي أثلتيك ‏.